# Luba Kristol

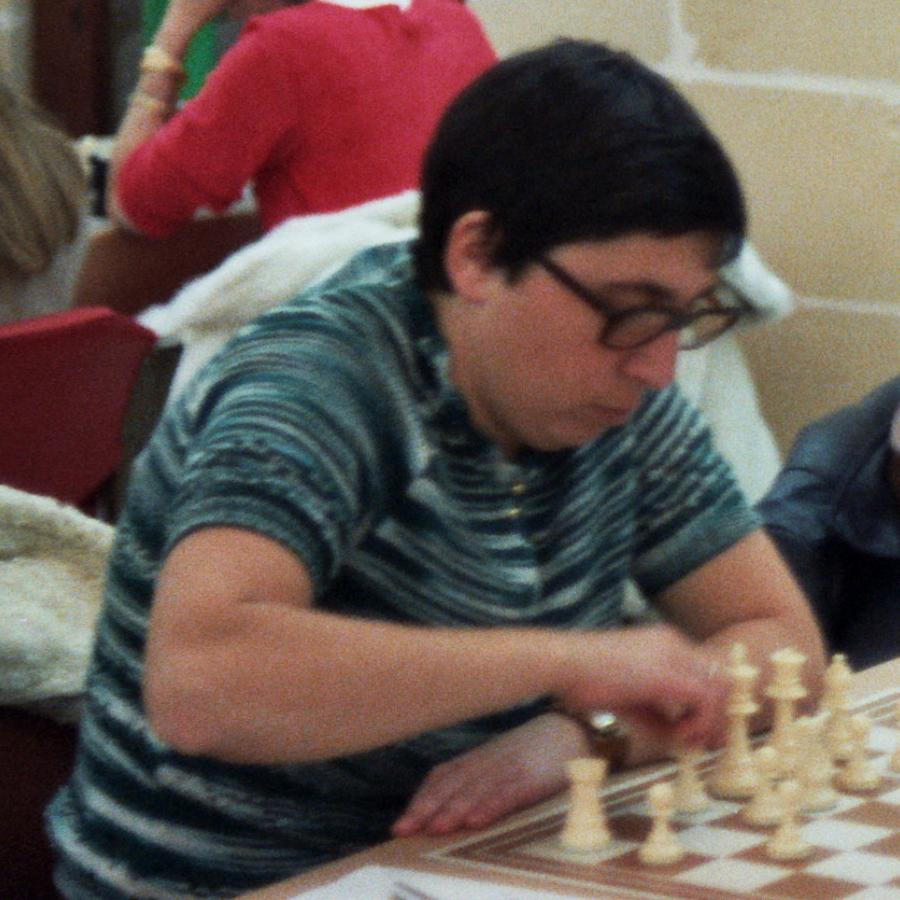
Luba Kristol in 1980

Luba Danilslovna Kristol (Hebreeuws: לובה דניאלובנה קריסטול, Russisch: Любовь Даниэловна Кристол) (Leningrad, 26 mei 1944) is een Russisch-Israëlische schaakster met een FIDE-rating van 2233 in 2015. Zij is een schaakmeester bij de dames.  
Ze groeide op in Leningrad (nu Sint-Petersburg), en woont sinds 1976 in Israël.
Ze won het ICCF wereldkampioenschap correspondentieschaken bij de vrouwen in 1978-1984 en in 1993-1998. 
Kristol won vier keer het Israëlische OTB kampioenschap bij de vrouwen. 
Ze nam vier keer deel aan de Schaakolympiade als lid van het Israëlische team, waarmee ze in de olympiade van 1976 (in Haifa) goud won. 